# Indiskt halvblod
Det indiska halvblodet är en hästras från Indien. Likt många andra indiska hästraser har de inåtböjda örontoppar, så kallade tulpanöron. Indien är inte ett land som lämpar sig för hästuppfödning då det finns ont om bete och oftast är väldigt varmt och torrt. Men trots detta är det indiska halvblodet en sund häst som uppstått genom avel med Engelskt fullblod, vilket är populärt i Indien.

## Historia
I Indien är det vanligt att man korsar engelska fullblod med andra raser för att se vilka slags hästar man kan få fram. Speciellt vanligt är detta i området runt Bombay och Bangalore, eftersom det finns galoppbanor i de båda städerna. 
Under 1800-talet började man experimentera med fullblodshästarna och olika ponnyer, oftast så kallade Walers från Australien. Det engelska fullblodet anpassade sig lätt till värmen medan de australiensiska hästarna redan var vana vid det. De bästa avkommorna skolades sedan om till remonter vid arméns stuterier.
1947 delades nationerna Pakistan och Indien och Indien behöll 8 brittiska och 4 franska fullblod och dessa fick sedan grunda stammen till det indiska halvblodet. Man avlade dessa fullblod på de remonter som man fått fram på de australiska ponnyerna och korsade även in lite blod från importerade ridhästar från Polen.

## Egenskaper
Det moderna indiska havblodet föds upp i hela landet men de bästa avkommorna avlas i stuteriet Saharanpur som tillhör armén. Troligen på grund av att de anses vara bland världens bästa inom hästhållning. Unghästarna får fritt vandra mellan de olika hagarna för att hitta det bete som passar dem själva och då gräset är mineralfattigt på många ställen i Indien så får dessa hästar en välbalanserad kost. Man väntar dessutom tills hästarna är 4 år innan man rider in dem och då sker det på ca 9 månader och under skarp kontroll och bedömning. 
Det indiska halvblodet visar tydligt sitt ursprung i det engelska fullblodet med sin smala långa hals. Öronens toppar är lite inåtböjda, så kallat tulpanöron ungefär som hos Kathiawari- och Marwarihästarna, de andra två raserna i Indien som har ordentligt rundade öron på huvudet. Bakdelen sägs vara allt annat än vacker på den här rasen men det har gett hästarna ett fint steg och en flytande gång som är bekväm för ryttaren att rida. 
Idag används rasen fortfarande mest inom armén som även har packhästkompanier. Även polisen i städerna använder sig av det indiska halvblodet som då levereras av arméns stuterier. Några hästar används också på ridskolor runt om i landet vilket gett ett ökat tävlingsintresse för uppfödarna som nu riktar in sig på att få fram en mer tävlingsanpassad häst, ofta genom att förbättra hästarna med ännu mer fullblod.